# أوكالبتوس برونزي
كينا برونزية (الاسم العلمي:Eucalyptus aenea) هي نوع من النباتات تتبع جنس الكينا من فصيلة الآسية.